# Carpaneto Piacentino
Carpaneto Piacentino est une commune italienne de la province de Plaisance dans la région Émilie-Romagne en Italie.

## Administration
| Période                                  | Période | Identité | Étiquette | Qualité |
| ---------------------------------------- | ------- | -------- | --------- | ------- |
|                                          |         |          |           |         |
| Les données manquantes sont à compléter. |         |          |           |         |

## Frazioni
Zena, Celleri, Ciriano, Chero, Cimafava, Viustino, Travazzano, Badagnano, Rezzano, Magnano, Montanaro

### Communes limitrophes
Cadeo, Castell'Arquato, Fiorenzuola d'Arda, Gropparello, Lugagnano Val d'Arda, Pontenure, San Giorgio Piacentino